# 李棲鳳 (萬曆進士)
李棲鳳（1574年—1641年），字熙徵，號翀玄，山西平陽府蒲州臨晉縣人，明朝政治人物。

## 生平
万历二十八年（1608年）庚子科山西鄉試舉人，三十二年甲辰（1604）三甲一百四十一名进士，授陕西三原县知县，三十八年入補兵部武选司主事，四十三年升员外郎、郎中。万历四十四年（1616年），以荐擢陕西布政使司神木道右参议，四十六年请告回籍。以军功加升一级，天啓五年（1625年）補山西按察司副使、怀来兵备道，改山东副使。天启六年二月，加升山東右參政，備兵霸州。又以山東右參政霸州道李棲鳳仍管懷來道事，懷來道秦一鵬仍管霸州道事。再升太常寺卿，五月，為都察院右僉都御史、巡撫湖廣等處地方。七年丁忧回籍。崇祯二年（1628年）清算魏忠贤阉党时，李栖凤被指为王绍徽之门人并有贪污腐败之劣迹而被禁锢。十四年（1641年）被起用为兵部右侍郎，镇昌平道，他屡辞不获，卒于赴任途中，享年六十七岁。

## 家族
曾祖李廷玉，耆老。祖父李材。父李荣春，儒官。母荆氏。具慶下。兄鳳儀，弟友鳳、鳴鳳、侣鳳。娶謝氏。

## 引用
1. ↑  《萬曆三十二年甲辰科進士履歷》：李棲鳳，翀玄，诗四，己卯九月初九日生。臨晉县人，庚子十四，会二百五十六，三甲一百四十一。户部政，乙巳授囗囗知县，本年調三原，庚戌補兵部武选司主事，乙卯升员外，升郎中，丙辰升陕西神木道参议，戊午请告回籍，囗囗叙功加升一级，乙丑補懷隆兵备付使，丙寅升參政，本年升右佥都御史、巡抚湖廣，丁卯丁憂。
2. ↑  《臨晉縣志》：李棲鳳，字翀元，萬曆進士，知三原縣，入為兵部主事，洊擢神木道。西夷驅衆十餘萬來犯，堅壁待之，督兵邀歸路，破其衆，馘斬五百級，夷長畏威來款，革舊賞金錢三十萬。再補懷隆副使，夷人以增賞不允入寇，棲鳳鼓勵將士，大陳兵威，夷懼求款，邊境獲寧。擢湖廣巡撫，魏璫用事，諷直省建生祠，棲鳳峻拒之，璫恨甚，欲中傷之，會以憂去。莊烈詔起用鎭昌平，屢辭不獲，力疾赴任，卒於道。棲鳳為諸生時，赴省試，道經曲沃，有父老言為鹽法所累，公得志其拯此一方民，棲鳳後卒白當事，除其害。